# Дабл-дабл
Дабл-дабл (англ. Double-double) — двузначная результативность баскетболистов в двух показателях в одном матче. Например: 15 передач, 12 подборов.
Показатели:
- перехваты
- подборы
- очки
- передачи
- блок-шоты.

В истории НБА с сезона 1985/86 одними из лидеров по числу дабл-даблов являются знаменитые игроки клуба «Юта Джаз» Джон Стоктон и Карл Мэлоун. Стоктон в регулярных сезонах НБА сделал 714 дабл-даблов в комбинации очки-передачи, а Мэлоун сделал 814 дабл-даблов в комбинации очки-подборы. Абсолютный рекордсмен в этом показателе является Тим Данкан, игравший за «Сан-Антонио Спёрс» — на его счету 841 дабл-даблов за карьеру.